# 動脈瘤
動脈瘤（aneurysm）是由动脉壁的病变或损伤形成的局限性异常扩张膨出，形似连通于动脉腔的血囊肿。
英语 aneurysm 定义虽含静脉，但汉语另用静脉瘤描述。

## 语源
英语 aneurysm 源于古希腊语 ἀνά（aná，“up”，向上）及 εὐρύς（eurús，“wide”，宽），ἀνεύρυσμα（aneúrusma），其原义就并不限定动脉，因此范围含盖动脉、静脉、心脏壁，指其局部扩张而形成的囊。例如：
- 静脉瘤[4][5]（venous aneurysm）是一种罕见的血管畸形，其定义是局部直径是正常该处静脉的2到3倍大小[6]。
- 心室壁瘤[7]（ventricular aneurysm）是心肌梗死造成室壁全层心肌坏死，进而被纤维瘢痕组织替代，在心室内压力作用下向外膨出形成的“瘤”样表现。

## 症状
动脉瘤一開始多半沒有症狀。若有症狀，症狀會依動脈瘤的位置而不同，可能包括頭痛、腹痛、背痛以及休克。併發症包括血栓形成或是血栓破裂。

## 病因和診斷
風險因子包括家族病史、高血壓、高膽固醇血症、吸煙以及血管的受傷。任何動脈都可能有動脈瘤，但最常出現在主動脈（AA）。其他部位的有腦部、膕動脈、腸繫膜動脈、冠狀動脈及脾動脈。診斷會以醫學影像為基礎。

## 治療及預後
治療方式包括調整生活習慣以及手術。手術的必要性則視動脈瘤的位置而定。腹主動脈瘤若大於5公分
，腦動脈瘤若大於7公分，或是和後腦循環有關，建議進行手術 。若發現手部的主動脈瘤，需立刻手術。

## 流行病學及歷史
有4%的人會罹患腦動脈瘤，罹患主動脈瘤的比例約為2.5%。年齡較長的人比較容易罹患此病症。一般認為在古埃及及古印度的文獻中已有動脈瘤的記錄。

## 外部連結
- Brain aneurysm and percent packing calculator （页面存档备份，存于）